# Oswin z Deiry
Oswin z Deiry, Osuini, Osuinus (ur. VII wiek, zm. 20 sierpnia 651) – władca anglosaskiego królestwa Deiry w latach 644-651, święty Kościoła katolickiego.

## Życiorys
Po śmierci króla Oswalda, uważanego za założyciela Nortumbrii, na tronie tworzących ją Bernicji i Deiry w 641 roku zasiadł jego brat, Oswiu. Nie został jednak zaakceptowany jako władca przez mieszkańców Deiry, mimo iż poślubił deirską księżniczkę Enfledę, córkę króla Edwina. Zmuszony został do oddania władzy w ręce przedstawiciela deirskiej dynastii, Oswina – syna króla Osrica, który powrócił z Wessex, gdzie schronił się, gdy Cadwallon z Gwyneddu zabił jego ojca.
Przez jakiś czas Oswin rządził spokojnie, ciesząc się posłuszeństwem swego ludu i wspierając misje ewangelizacyjną biskupa Aidana. Jednak Oswiu zapragnął zagarnąć Deirę dla siebie. Gdy nie udało mu się usunąć Oswina w sposób legalny, zlecił jego zabójstwo. W końcu wyzwał go do otwartej wojny. Oswin początkowo zebrał zbrojnych, jednak ostatecznie odmówił wzięcia udziału w bitwie i wycofał się do Gilling, gdzie chciał się schronić u przyjaciela. Ten jednak zdradził go i 20 sierpnia 651 wydał żołnierzom Oswiu, którzy go zabili.
Zabójstwo Oswina nie tylko nie dało Oswiu akceptacji wśród Deirczyków, ale na dodatek postawiło w niezręcznej sytuacji jego żonę, Enfledę, która była najbliższą krewną zamordowanego i to na niej ciążył obowiązek pomszczenia jego śmierci. Musiałaby jednak zaatakować swojego męża. Wyjściem okazało się przyjęcie od Oswiu w ramach zadośćuczynienia majątku Gilling, gdzie zginął Oswin i ufundowanie tam klasztoru, którego pierwszym opatem został biskup Trumhere, również będący krewnym zamordowanego. Dzięki temu zapanował pokój między Oswiu a przedstawicielami deirskiej dynastii, którzy wstępując do tego klasztoru uzyskiwali wysokie miejsce w nortumbryjskiej hierarchii.
Oswiu zmuszony został do oddania tronu Deiry w ręce swego bratanka, Etelwalda.

## Kult
Oswin został pochowany w Tynemouth, lecz miejsce jego spoczynku zostało zapomniane aż do 1065 roku, kiedy to mnich Edmund miał wizję, w której je ujrzał. 11 marca 1100 roku przeniesiono relikwie na honorowe miejsce w miejscowym opactwie, dokonując tym samym translacji. Oswin został otoczony kultem, a jego śmierć uznano za męczeńską.
Jego wspomnienie liturgiczne obchodzone jest w dzienną pamiątkę śmierci (niegdyś 11 marca).